# Циндра

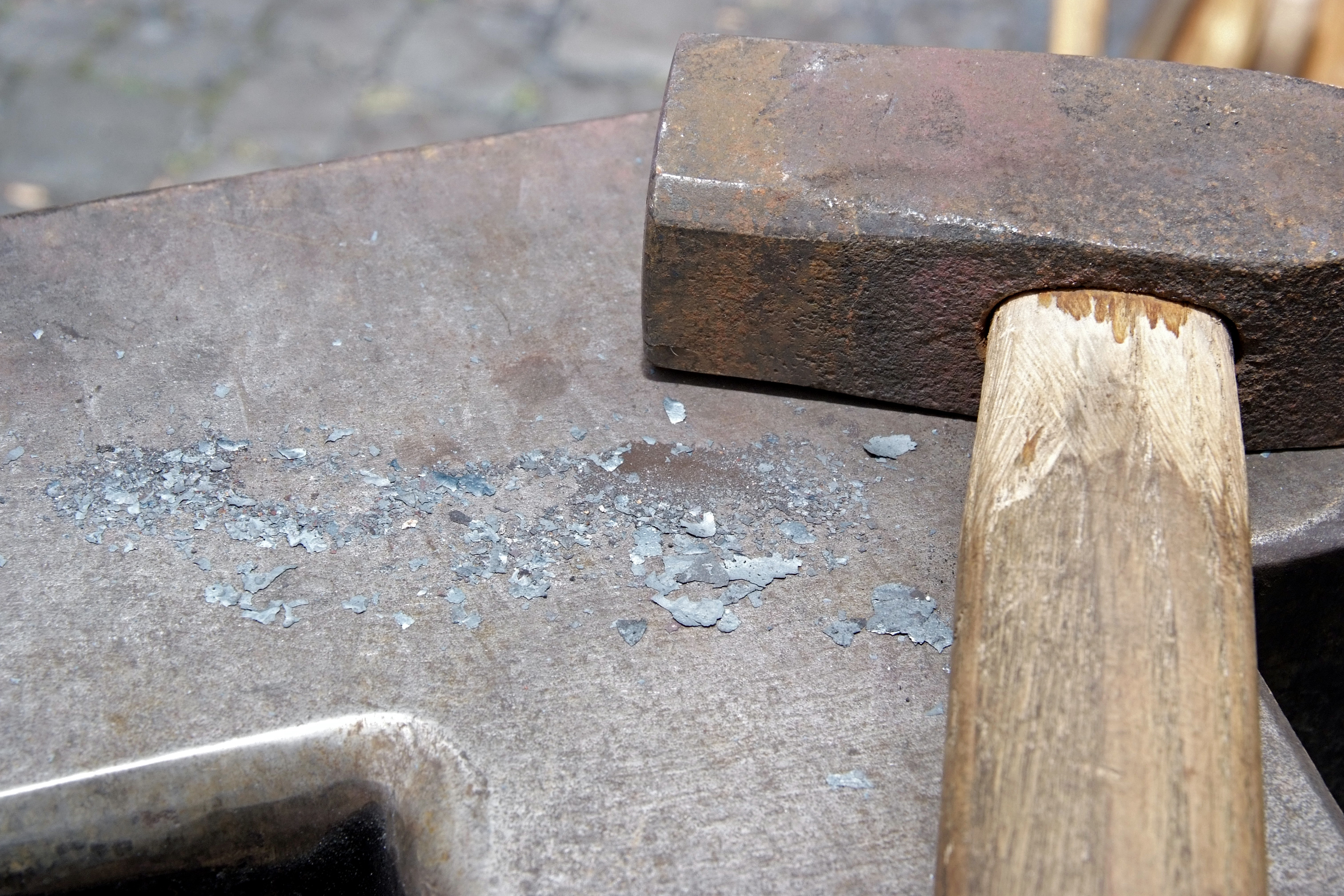
Циндра

Ци́ндра, також ожарина (діал. жужелиця) — продукт окиснення поверхні металу у газовому середовищі. Зазвичай циндрою називають продукт окиснення лише заліза і його сплавів. У широкому сенсі слова циндрою можна вважати утворення на поверхні будь-якого металу його хімічної сполуки не тільки з киснем, але й іншими окислювачами, наприклад, сіркою, азотом тощо.

## Циндра на сталевих виробах

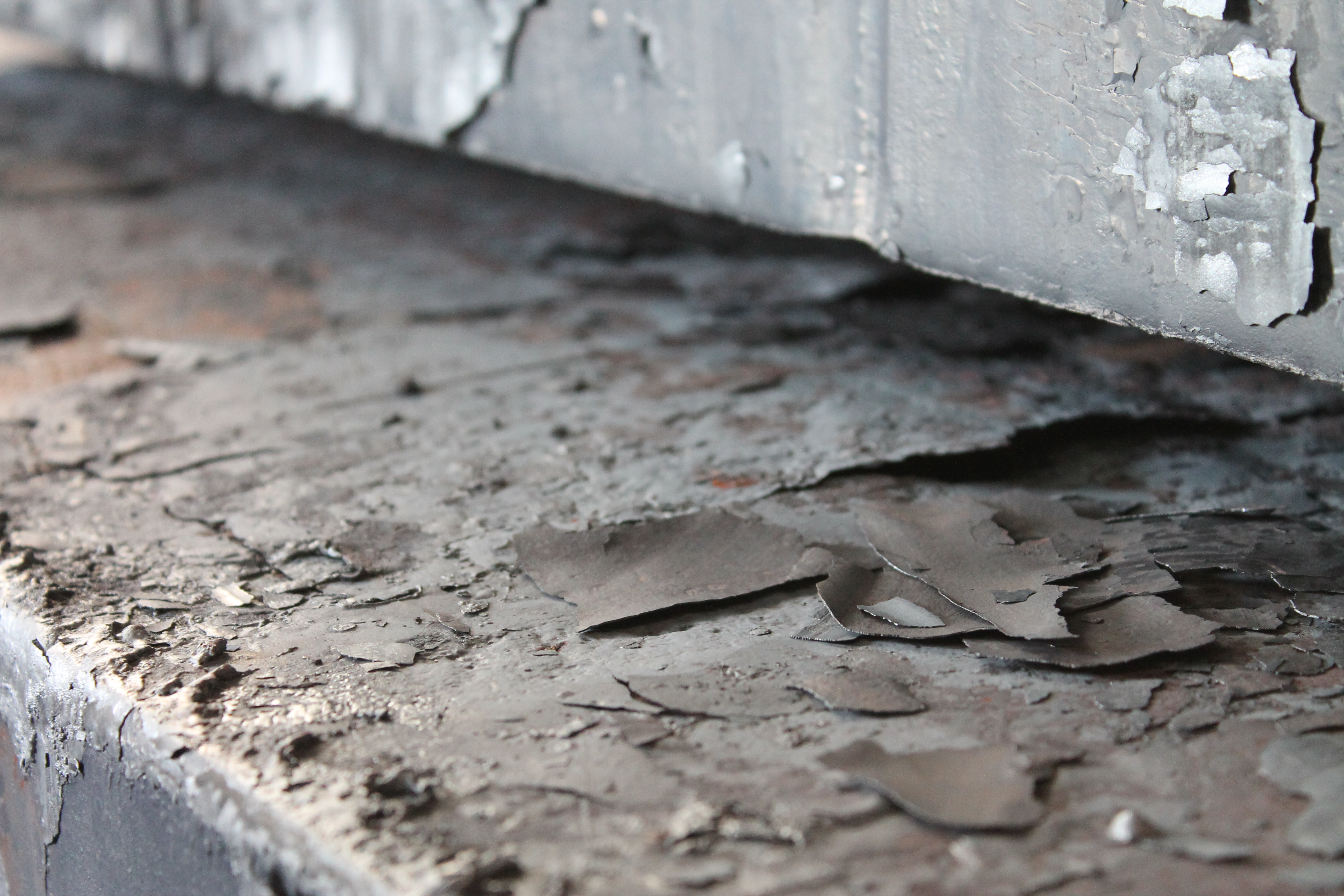
Циндра на поверхні слябів.

На сталевих напівфабрикатах зазвичай існує циндра завтовшки < 20 мкм (частіше 7…15 мкм). Зовнішній шар циндри — переважно FeO (в'юстит), внутрішній шар, що прилягає до металу — Fe2O3 (сесквіоксид заліза). На поверхні легованих сталей утворюються складні оксиди (NiO·Fe2O3, FeO·Cr2O3 тощо).
Розрізняють первинну циндру, яка утворюється під час нагрівання під деформацію, і вторинну циндру, котра з'являється в процесі деформації і при наступному охолодженні. Утворення циндри найінтенсивніше відбувається за температур вищих за 900…1000 °C, при вальцюванні воно приводить до втрат металу до 3…4 %.
Здатність матеріалу протистояти утворенню циндри за підвищених температурах називається жаротривкістю.

## Мідна циндра
Циндра на поверхні виробів з міді має вигляд крихкої, темно-сірого кольору маси, яка складається з оксидів міді Cu2O (близько 75 %) CuO (близько 25 %). Як і в залізної циндри склад її не є сталим і може коливатись залежно від температури й надлишку кисню при отриманні. У внутрішніх шарах переважає Cu2O, у зовнішніх — CuO. При червоному гартуванні й при достатній кількості кисню Cu2O окиснюється до CuO, тому за цих умов мідна циндра буде складатись переважно з CuO, а за температур вищих за 1100 °С, внаслідок розкладання CuO на Cu2O і кисень, в мідній циндрі буде переважати Cu2O.

## Методи очищення поверхні металів від циндри
Відомі такі методи очищення поверхонь деталей від циндри:
- механічний (піскоструменевий, дробоструменевий, очищення щітками);
- тепловим ударом;
- гідродинамічний;
- хімічний;
- плазмово-дуговий.